# Soyouz MS-02
Soyouz MS-02 (en russe : Союз МС-02) est une mission spatiale habitée qui a débuté le 19 octobre 2016. Elle transporte les trois membres de l'Expédition 49 vers la station spatiale internationale (ISS). Le retour s'effectue le 10 avril 2017.

## Équipage
- Commandant : Andreï Borissenko (2),  Russie
- Ingénieur de vol 1 : Sergueï Ryjikov (1),  Russie
- Ingénieur de vol 2 : Robert Shane Kimbrough (2),  États-Unis

Le chiffre entre parenthèses indique le nombre de vols spatiaux effectués par l'astronaute, Soyouz MS-02 inclus.

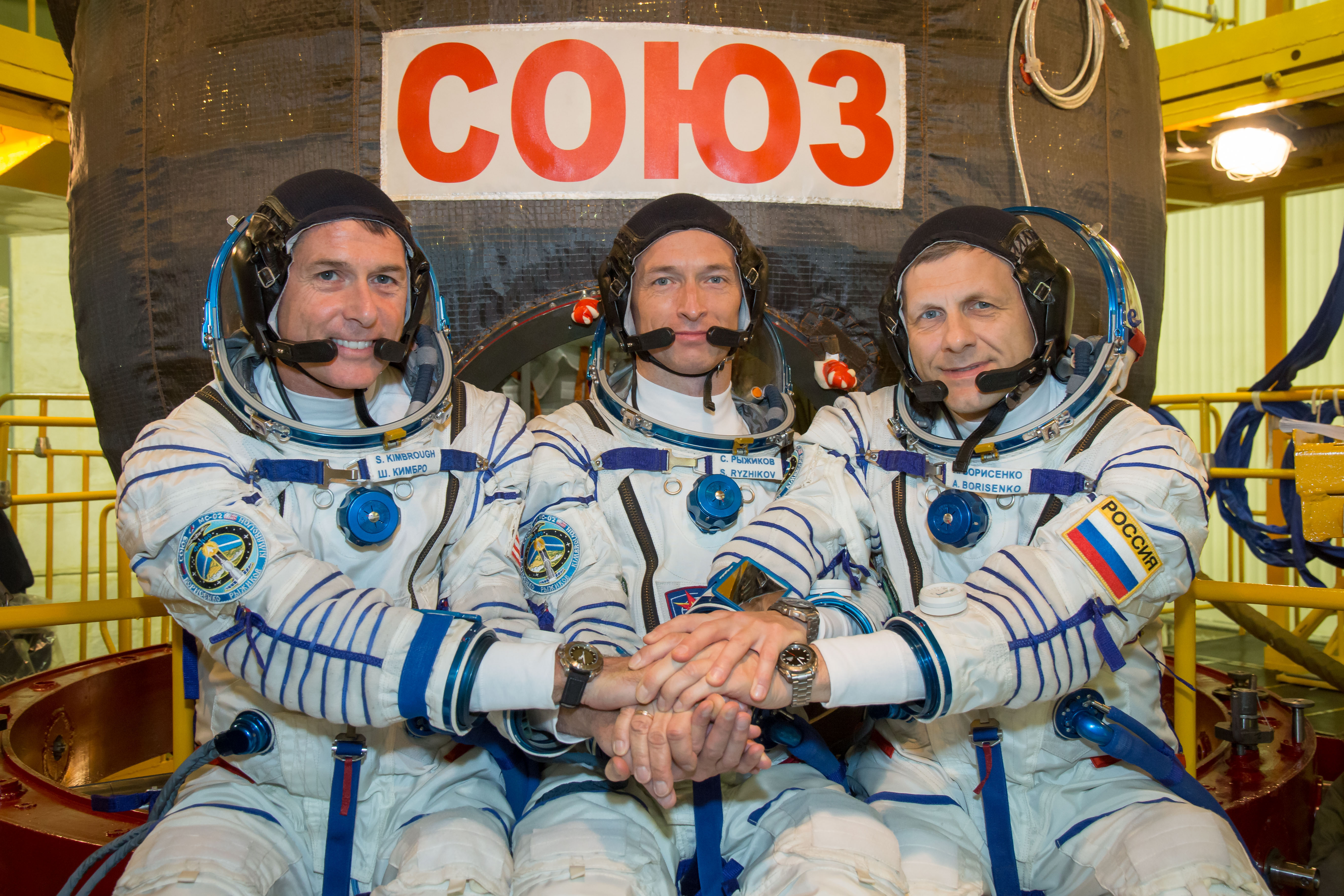
Les cosmonautes devant leur vaisseau

## Incident
Lors de sa ré-entrée, alors que le vaisseau était à 8 km d'altitude, une sangle du parachute a heurté une soudure ce qui a provoqué une fuite d'air ; la vie des trois passagers n'a pas été menacée. Mais cela rappelle le fâcheux précédent de Soyouz 11.